# Pelourinho de Campo Benfeito
O Pelourinho de Campo Benfeito situa-se no lugar de Campo Benfeito, freguesia de Gosende, município de Castro Daire.
Está classificado como Imóvel de Interesse Público.
Situa-se no centro de um cruzamento, frente a uma fonte. Ao que parece este monumento já não está no seu local original onde o viu Mário Guedes Real, transferido para o actual com o intuito de enaltecer a picota, levou a escadaria uma redução de um degrau. Também os antigos privilégios senhoriais já não chegaram aos dias de hoje, destes pouco se sabe, à semelhança do vizinho lugar de Rossão. Numa das suas faces encontra-se inscrita a data 1731, que se crê ser a data da sua edificação.
Sobre o Pelourinho de Campo Benfeito escreveu Mário Guedes Real o seguinte na Revista "Beira Alta" vol. XXIV,3, pág. 244:
Destroçado maciço de pedraria amorfa constitui o supedâneo grosseiro sobre o qual assentam os degraus quadrados, em número de três, nivelados no leito de alvenaria que os equilibra no declive do caminho. Todos de face lisa e sem rebordo, talhados em esquadria, apresentam já , nas fracturas e fendas que os silhares ostentam, os danos devidos às malfeitorias dos homens e à erosiva acção dos anos que sobre eles decorrem. A coluna, de secção quadrada também, levemente chanfrada nas esquinas, emerge no degrau superior, sensivelmente mais alto que os dois restantes, por arremedo de base formada pelas cabeceiras dos chanfros. Mede o fuste cerca de dois metros de altura, de tosco aparelho e as faces nenhumas particularidades denotam reveladoras de nelas ter existido outrora qualquer acessório metálico, tal como gancho de sujeição, golinha, cinta ou argola. Por remate, descansa sobre a coluna, directamente, pesado bloco quadrado de maior área, com 25 cm. aproximadamente de largura de face, aberto superiormente nos quatro lados na parte média, em corte pouco profundo que entalhe rectilíneo lhes amputou cerca de metade do bordo. No topo, dentro da cavidade formada pelos quatro recortes laterais, a pedra afecta a configuração de calote esférica mal delineada.